# Grenoble Challenger 2002
Il Grenoble Challenger 2002 è stato un torneo di tennis facente parte della categoria ATP Challenger Series nell'ambito dell'ATP Challenger Series 2002. Il torneo si è giocato a Grenoble in Francia dal 30 settembre al 6 ottobre 2002 su campi in cemento indoor.

## Vincitori

### Singolare
Michaël Llodra ha battuto in finale  Irakli Labadze con il punteggio di 6–4, 6–3

### Doppio
Todd Larkham /  Michael Tebbutt hanno battuto in finale  Massimo Bertolini /  Cristian Brandi con il punteggio di 4–6, 6–3, 6–4